# Protea longifolia
Protea longifolia es una especie de arbusto perteneciente a la familia Proteaceae.  Es originaria de Sudáfrica.

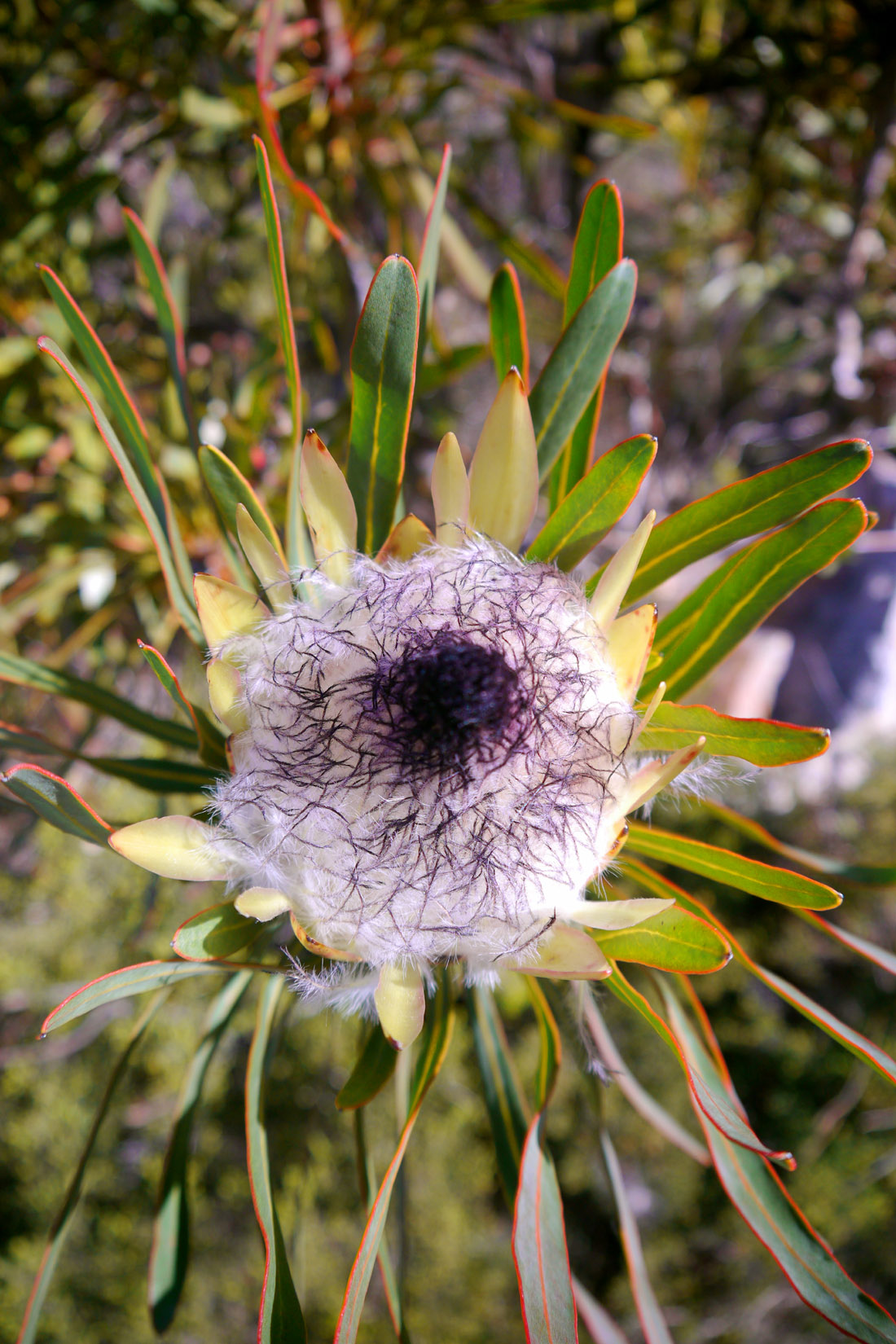
Detalle de la flor

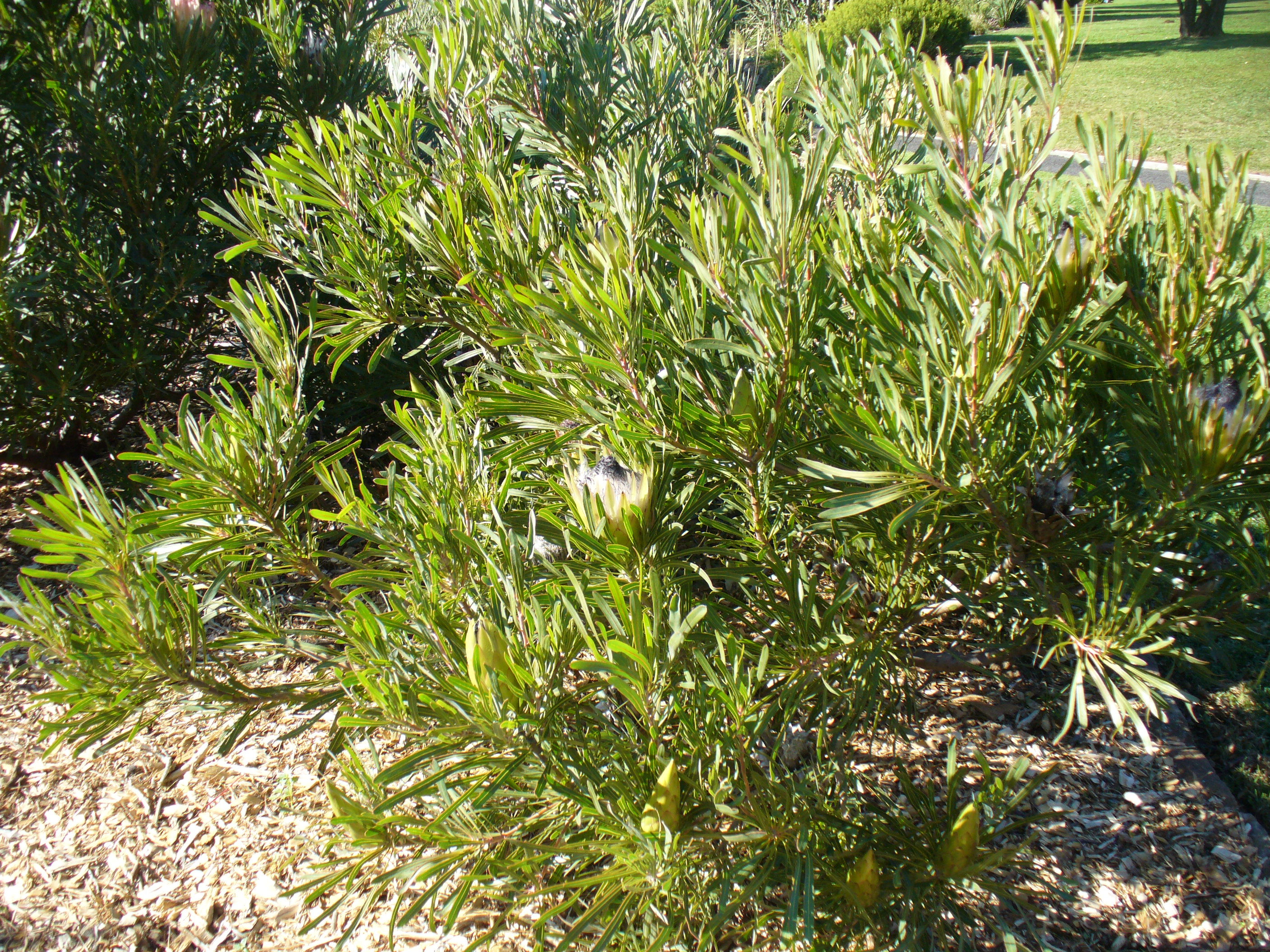
Vista de la planta

## Descripción
Es un arbusto perennifolio que alcanza un tamaño de 0.5 - 1.5 m de altura. Se encuentra a una altitud de 1000 metros en Sudáfrica. Tiene ramas glabras; las hojas con forma de estrecho cinturón, subagudas largo atenuadas en la base; sésiles.

## Taxonomía
Protea longifolia fue descrito por Henry Charles Andrews y publicado en Bot. Repos. tt. 132, 133, 144.
Etimología
Protea: nombre genérico que fue creado en 1735 por Carlos Linneo en honor al dios de la mitología griega Proteo que podía cambiar de forma a voluntad, dado que las proteas tienen muchas formas diferentes. 
longifolia: epíteto latíno que significa "con grandes hojas".
Sinonimia
- Protea ignota Phillips
- Protea ligulaefolia Sweet
- Protea minor Compton
- Protea umbonalis Sweet[4]
- Erodendrum ligulaefolium Salisb. ex Knight (1809)
- Erodendrum umbonale Salisb. ex Knight (1809)